# Tour de Francia 2013
La 100.ª edición del Tour de Francia, se disputó desde el 29 de junio hasta el 21 de julio de 2013. Constó de 21 etapas para completar un recorrido total 3.403,5 km, incluyendo 90 km contrarreloj repartidos en tres etapas (una de ellas por equipos), desde Porto Vecchio (Córcega) -primera vez en toda la historia de la ronda gala en que se recorrieron suelos corsos- hasta el clásico final de los Campos Elíseos en París.
La carrera formó parte del UCI WorldTour 2013.
El ganador final fue Chris Froome (quien además se hizo con tres etapas) con una amplia ventaja sobre Nairo Quintana (vencedor de una etapa y de las clasificaciones de la montaña y jóvenes) y Joaquim Rodríguez, respectivamente.
En las otras clasificaciones y premios secundarios se impusieron Peter Sagan (puntos), Saxo-Tinkoff (equipos) y Christophe Riblon (combatividad). El corredor con más victorias fue Marcel Kittel con cuatro.

## Recorrido
Al igual que en 2011 la carrera no comenzó con un prólogo, sino con una etapa en línea. Las tres primeras etapas se disputaron en la isla de Córcega y el recorrido no fue tan llano como suele ser habitual para los primeros días de competencia. La cuarta etapa fue la primera en el continente: una contrarreloj por equipos en Niza teniendo el trayecto una distribución giratoria horaria.
Se pasó primero por los Pirineos antes que por los Alpes con una contrarreloj y una etapa con final en el Mont Ventoux como etapas importantes entre ambas. Una de las grandes novedades se produjo en la etapa 18.ª con una doble ascensión consecutiva al Alpe d'Huez utilizando la bajada del Col de Sarenne que ya se utilizó a modo experimental en los primeros kilómetros de la 7.ª etapa del Critérium del Dauphiné 2013.
En total fueron cuatro finales en alto (tres de categoría especial y uno de 1.ª categoría) con otras dos etapas de alta montaña como dificultades más destacadas.

## Participantes

### Equipos
Tomaron parte en la carrera 22 equipos. Los 19 de categoría UCI ProTeam (al tener obligada y asegurada su participación); más 3 de categoría Profesional Continental invitados por la organización (Cofidis, Solutions Crédits, Team Europcar y Sojasun). Al contrario de lo que pasó con el Giro de Italia 2013, que participaron 23 formaciones debido a que ya había anunciado las 4 invitaciones cuando el Katusha fue readmitido como equipo UCI ProTeam, el Tour aún no había anunciado sus invitados. Finalmente ASO, decidió que sólo fueran 3 las escuadras invitadas y mantener en 22 la cantidad de equipos, formando así un pelotón de 198 ciclistas (cerca del límite de 200 establecido para carreras profesionales), con 9 corredores cada equipo, de los que acabaron 169. Los equipos participantes fueron:
| ProTeams (19)- AG2R La Mondiale - Argos-Shimano - Astana - Belkin - BMC Racing Team - Cannondale Pro Cycling - Euskaltel-Euskadi - FDJ.fr - Garmin Sharp - Katusha - Lampre-Merida - Lotto-Belisol - Movistar Team - Omega Pharma-Quick Step - Orica-GreenEDGE - RadioShack-Leopard - Saxo-Tinkoff - Sky - Vacansoleil-DCM Equipos continentales profesionales (3)- Cofidis, Solutions Crédits - Team Europcar - Sojasun |
| |

Como curiosidad, el Tour 2013 fue la primera carrera en la que los equipos hasta entonces llamados Blanco Pro Cycling Team y FDJ corrieron con su nueva denominación de Belkin-Pro Cycling Team y FDJ.fr, respectivamente.

### Favoritos
La principal ausencia fue la de Bradley Wiggins, ganador del Tour en 2012. El británico no se recuperó de la infección sufrida durante el Giro de Italia y que le hizo abandonar la ronda italiana. Con esta decisión acabó la polémica sobre quién sería el jefe de filas del Sky: si él o Froome en el Tour.

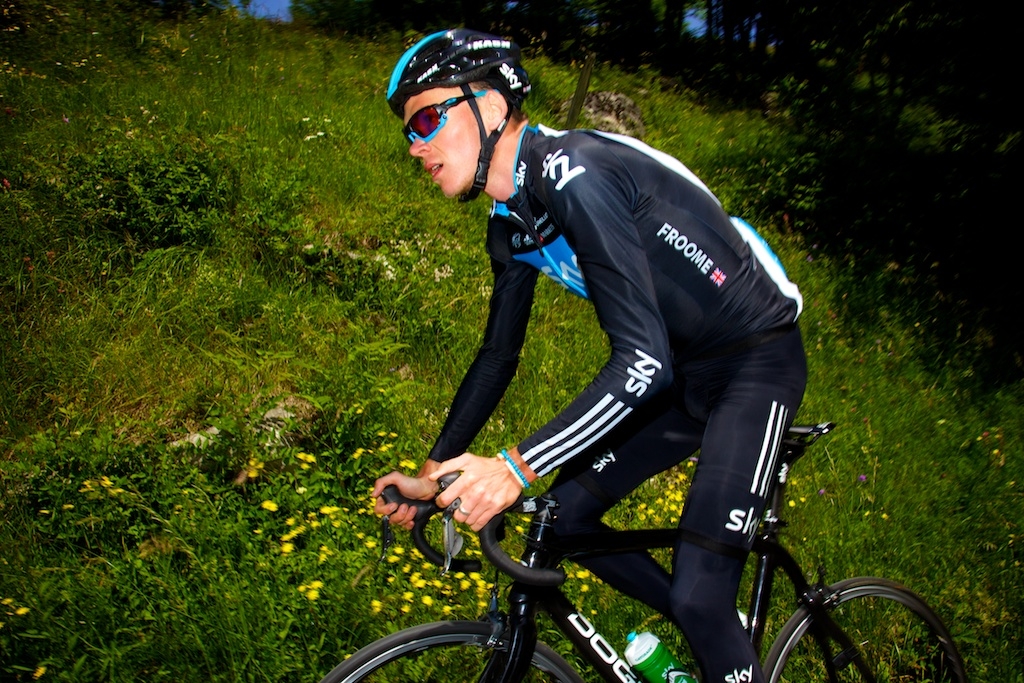
Chris Froome, principal favorito a la victoria.

El único de los ciclistas que pisaron el podio aquel año y participaron en esta edición fue el ya mencionado Chris Froome (Vincenzo Nibali decidió correr el Giro y acabó ganándolo con superioridad). El británico llegó con una temporada brillante, ganando las generales de Tour de Omán, Critérium Internacional, Tour de Romandía y Critérium del Dauphiné, con una victoria de etapa en cada una. Además consiguió un 2º puesto en Tirreno-Adriático, sólo superado por Nibali. A pesar de eso, Froome considera que "el contador vuelve a cero cuando se inicia el Tour".
Ganadores de Tours anteriores, como Alberto Contador (Saxo-Tinkoff) o Cadel Evans (BMC) se encontraban entre los principales candidatos al triunfo. El madrileño llegó con una temporada regular, pero en la que no pudo batir a Froome en ningún momento. De todas formas, un equipo fuerte y una gran experiencia jugaban a su favor. Asimismo, el australiano Evans, ganador en 2011, aterrizó en Córcega con la moral alta tras su tercer puesto en el Giro, durante su preparación para la ronda gala. En un escalón más bajo se encontraban los españoles Alejandro Valverde (Movistar), cuyo equipo presenta también Nairo Quintana y Rui Costa; y Joaquim Rodríguez (Katusha), quién ha terminado sobre el podio de 3 Grandes Vueltas (segundo del Giro 2012 y tercero de las Vuelta 2010 y 2012); y Tejay van Garderen, compañero de Evans y mejor joven del Tour 2012.
Otros corredores a tener en cuenta eran: Jurgen Van den Broeck (Lotto Belisol), Thibaut Pinot (FDJ.fr), Pierre Rolland (Europcar), Bauke Mollema (Belkin); y el trío del equipo Garmin-Sharp: Daniel Martin, Andrew Talansky y Ryder Hesjedal.

## Etapas
| Etapa      | Fecha     | Recorrido                                 | type                     | Distancia (km) | Ganador           | Líder         |
| ---------- | --------- | ----------------------------------------- | ------------------------ | -------------- | ----------------- | ------------- |
| 1.ª etapa  | 29 de jun | Porto Vecchio – Bastia                    | etapa llana              | 213            | Marcel Kittel     | Marcel Kittel |
| 2.ª etapa  | 30 de jun | Bastia – Ajaccio                          | etapa escarpada          | 156            | Jan Bakelants     | Jan Bakelants |
| 3.ª etapa  | 1 de jul  | Ajaccio – Calvi                           | etapa escarpada          | 145,5          | Simon Gerrans     | Jan Bakelants |
| 4.ª etapa  | 2 de jul  | Niza – Niza                               | contrarreloj por equipos | 25             | Orica-GreenEDGE   | Simon Gerrans |
| 5.ª etapa  | 3 de jul  | Cagnes-sur-Mer – Marsella                 | etapa llana              | 228,5          | Mark Cavendish    | Simon Gerrans |
| 6.ª etapa  | 4 de jul  | Aix-en-Provence – Montpellier             | etapa llana              | 176,5          | André Greipel     | Daryl Impey   |
| 7.ª etapa  | 5 de jul  | Montpellier – Albi                        | etapa escarpada          | 205,5          | Peter Sagan       | Daryl Impey   |
| 8.ª etapa  | 6 de jul  | Castres – Ax 3 Domaines                   | etapa de montaña         | 195            | Chris Froome      | Chris Froome  |
| 9.ª etapa  | 7 de jul  | Saint-Girons – Bagnères-de-Bigorre        | etapa de montaña         | 168,5          | Daniel Martin     | Chris Froome  |
| 10.ª etapa | 9 de jul  | Saint-Gildas-des-Bois – Saint-Malo        | etapa llana              | 197            | Marcel Kittel     | Chris Froome  |
| 11.ª etapa | 10 de jul | Avranches – Monte Saint-Michel            | contrarreloj individual  | 33             | Tony Martin       | Chris Froome  |
| 12.ª etapa | 11 de jul | Fougères – Tours                          | etapa llana              | 218            | Marcel Kittel     | Chris Froome  |
| 13.ª etapa | 12 de jul | Tours – Saint-Amand-Montrond              | etapa llana              | 173            | Mark Cavendish    | Chris Froome  |
| 14.ª etapa | 13 de jul | Saint-Pourçain-sur-Sioule – Lyon          | etapa escarpada          | 191            | Matteo Trentin    | Chris Froome  |
| 15.ª etapa | 14 de jul | Givors – Mont Ventoux                     | etapa de montaña         | 242,5          | Chris Froome      | Chris Froome  |
| 16.ª etapa | 16 de jul | Vaison-la-Romaine – Gap                   | etapa escarpada          | 168            | Rui Alberto Costa | Chris Froome  |
| 17.ª etapa | 17 de jul | Embrun – Chorges                          | contrarreloj individual  | 32             | Chris Froome      | Chris Froome  |
| 18.ª etapa | 18 de jul | Gap – Alpe d'Huez                         | etapa de montaña         | 172,5          | Christophe Riblon | Chris Froome  |
| 19.ª etapa | 19 de jul | Le Bourg-d'Oisans – Le Grand-Bornand      | etapa de montaña         | 204,5          | Rui Alberto Costa | Chris Froome  |
| 20.ª etapa | 20 de jul | Annecy – Semnoz                           | etapa de montaña         | 125            | Nairo Quintana    | Chris Froome  |
| 21.ª etapa | 21 de jul | Versalles – Avenida de los Campos Elíseos | etapa llana              | 133,5          | Marcel Kittel     | Chris Froome  |

## Clasificaciones finales

### Clasificación general

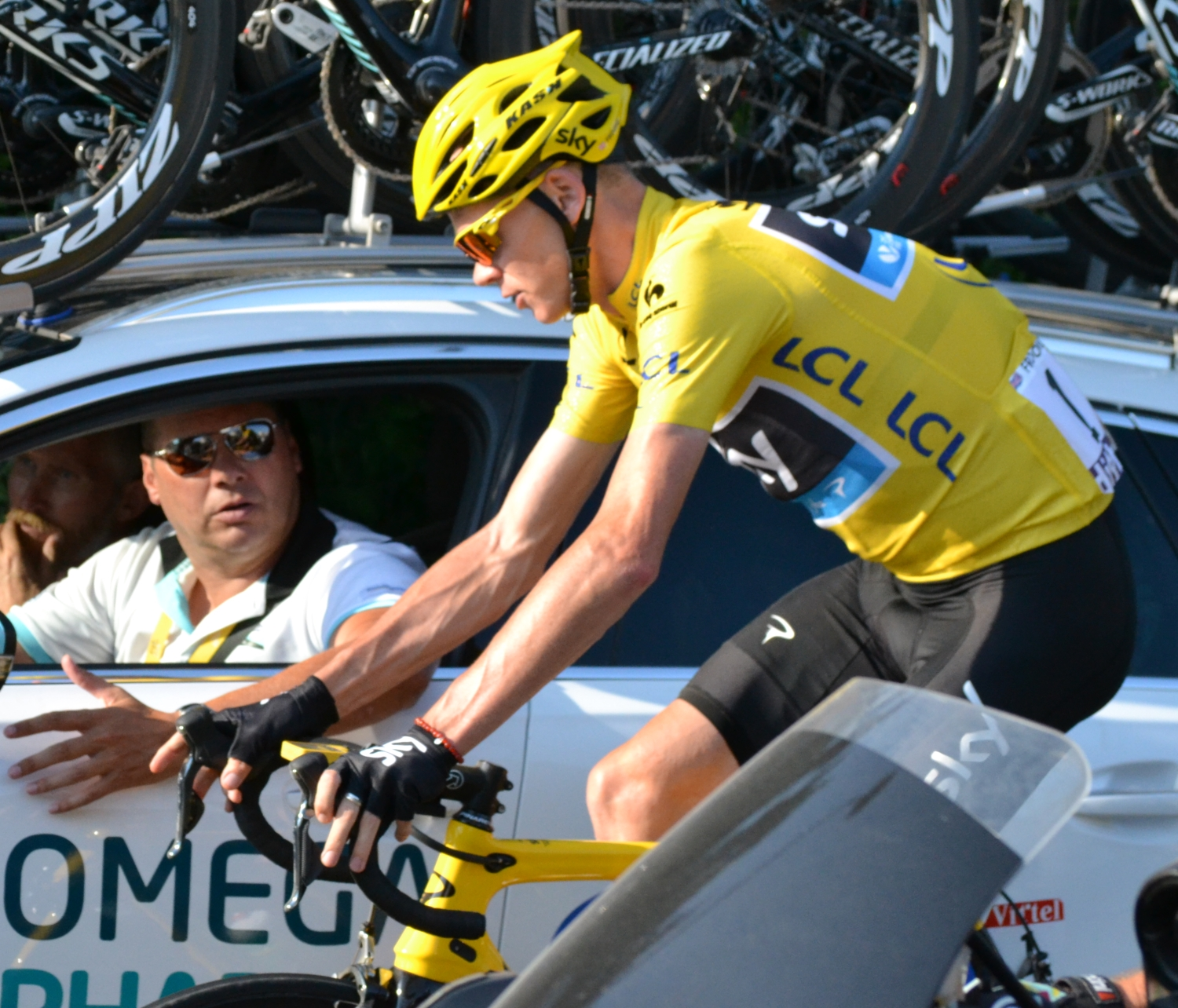
Christopher Froome.

| \| Clasificación general \| Clasificación general \| Clasificación general \| Clasificación general \| Clasificación general \| \| Ciclista \| Ciclista \| Equipo \| Tiempo \| \| \| --------------------- \| --------------------- \| -------------------------- \| --------------------- \| --------------------- \| \| 1.º \| Chris Froome \| Team Sky \| 83 h 56 min 40 s \| \| \| 2.º \| Nairo Quintana \| Movistar Team \| + 4 min 20 s \| \| \| 3.º \| Joaquim Rodríguez \| Katusha \| + 5 min 04 s \| \| \| 4.º \| Alberto Contador \| Saxo-Tinkoff \| + 6 min 27 s \| \| \| 5.º \| Roman Kreuziger \| Saxo-Tinkoff \| + 7 min 27 s \| \| \| 6.º \| Bauke Mollema \| Belkin \| + 11 min 42 s \| \| \| 7.º \| Jakob Fuglsang \| Astana \| + 12 min 17 s \| \| \| 8.º \| Alejandro Valverde \| Movistar Team \| + 15 min 26 s \| \| \| 9.º \| Dani Navarro \| Cofidis, Solutions Crédits \| + 15 min 52 s \| \| \| 10.º \| Andrew Talansky \| Garmin-Sharp \| + 17 min 39 s \| \| \| 11.º \| Michał Kwiatkowski \| Omega Pharma-Quick Step \| + 18 min 59 s \| \| \| 12.º \| Mikel Nieve \| Euskaltel Euskadi \| + 20 min 01 s \| \| \| 13.º \| Laurens ten Dam \| Belkin \| + 21 min 39 s \| \| \| 14.º \| Maxime Monfort \| RadioShack-Leopard \| + 23 min 38 s \| \| \| 15.º \| Romain Bardet \| AG2R La Mondiale \| + 26 min 42 s \| \| \| 16.º \| Michael Rogers \| Saxo-Tinkoff \| + 26 min 51 s \| \| \| 17.º \| Dani Moreno \| Katusha \| + 32 min 34 s \| \| \| 18.º \| Jan Bakelants \| RadioShack-Leopard \| + 35 min 51 s \| \| \| 19.º \| Richie Porte \| Team Sky \| + 39 min 41 s \| \| \| 20.º \| Andy Schleck \| RadioShack-Leopard \| + 41 min 46 s \| \| |                    |                            |                  |
| |                    |                            |                  |
| Fuente: ProCyclingStats |                    |                            |                  |
| Clasificación general |                    |                            |                  |
| Ciclista | Ciclista           | Equipo                     | Tiempo           |
| 1.º | Chris Froome       | Team Sky                   | 83 h 56 min 40 s |
| 2.º | Nairo Quintana     | Movistar Team              | + 4 min 20 s     |
| 3.º | Joaquim Rodríguez  | Katusha                    | + 5 min 04 s     |
| 4.º | Alberto Contador   | Saxo-Tinkoff               | + 6 min 27 s     |
| 5.º | Roman Kreuziger    | Saxo-Tinkoff               | + 7 min 27 s     |
| 6.º | Bauke Mollema      | Belkin                     | + 11 min 42 s    |
| 7.º | Jakob Fuglsang     | Astana                     | + 12 min 17 s    |
| 8.º | Alejandro Valverde | Movistar Team              | + 15 min 26 s    |
| 9.º | Dani Navarro       | Cofidis, Solutions Crédits | + 15 min 52 s    |
| 10.º | Andrew Talansky    | Garmin-Sharp               | + 17 min 39 s    |
| 11.º | Michał Kwiatkowski | Omega Pharma-Quick Step    | + 18 min 59 s    |
| 12.º | Mikel Nieve        | Euskaltel Euskadi          | + 20 min 01 s    |
| 13.º | Laurens ten Dam    | Belkin                     | + 21 min 39 s    |
| 14.º | Maxime Monfort     | RadioShack-Leopard         | + 23 min 38 s    |
| 15.º | Romain Bardet      | AG2R La Mondiale           | + 26 min 42 s    |
| 16.º | Michael Rogers     | Saxo-Tinkoff               | + 26 min 51 s    |
| 17.º | Dani Moreno        | Katusha                    | + 32 min 34 s    |
| 18.º | Jan Bakelants      | RadioShack-Leopard         | + 35 min 51 s    |
| 19.º | Richie Porte       | Team Sky                   | + 39 min 41 s    |
| 20.º | Andy Schleck       | RadioShack-Leopard         | + 41 min 46 s    |

### Clasificación por puntos

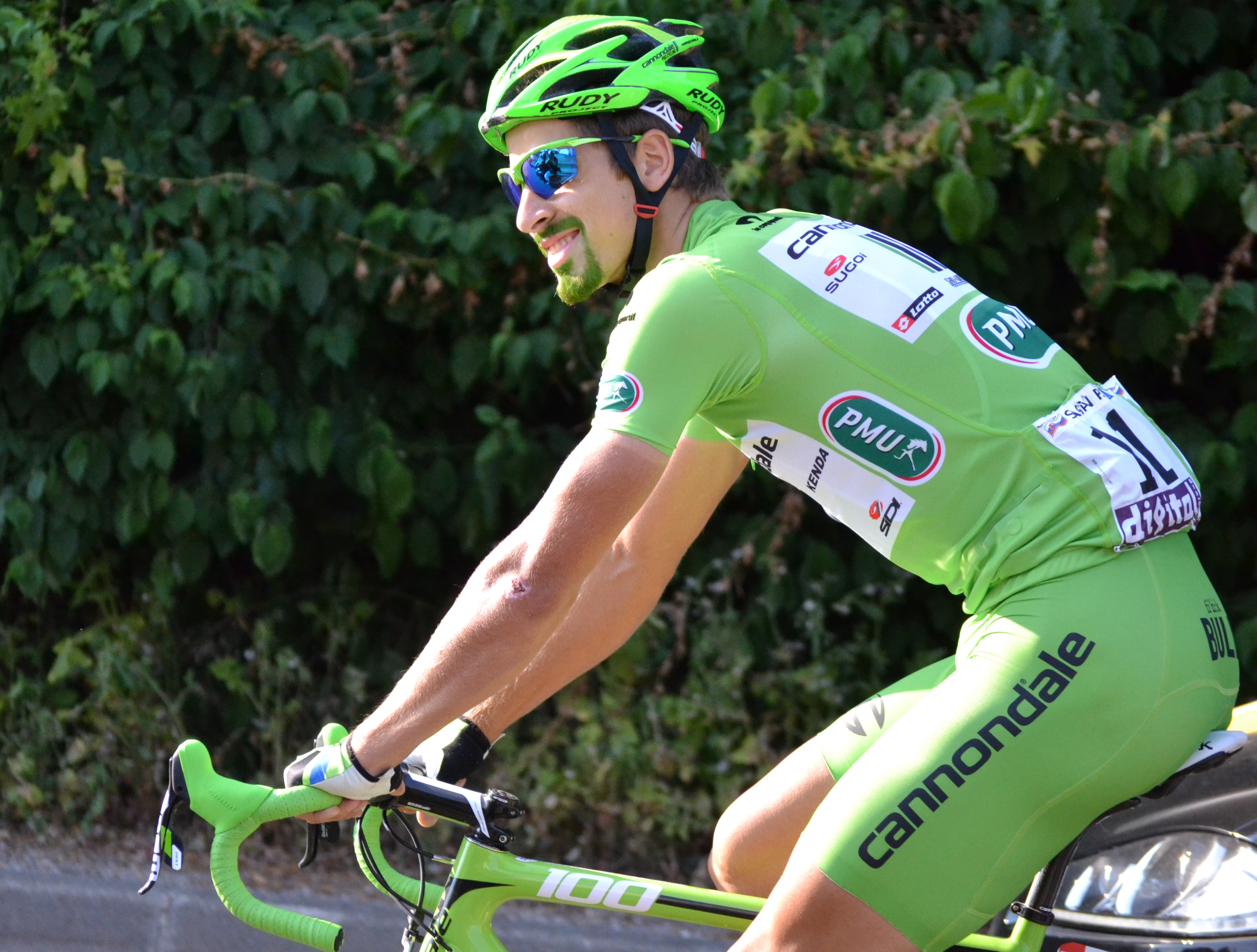
Peter Sagan.

| Clasificación por puntos | Clasificación por puntos | Clasificación por puntos | Clasificación por puntos | Clasificación por puntos |
| Ciclista                 | Ciclista                 | Equipo                   | Puntos                   |                          |
| ------------------------ | ------------------------ | ------------------------ | ------------------------ | ------------------------ |
| 1.º                      | Peter Sagan              | Cannondale               | 409 pts                  |                          |
| 2.º                      | Mark Cavendish           | Omega Pharma-Quick Step  | 312 pts                  |                          |
| 3.º                      | André Greipel            | Lotto-Belisol            | 267 pts                  |                          |
| 4.º                      | Marcel Kittel            | Argos-Shimano            | 222 pts                  |                          |
| 5.º                      | Alexander Kristoff       | Katusha                  | 177 pts                  |                          |
| 6.º                      | Juan Antonio Flecha      | Vacansoleil-DCM          | 163 pts                  |                          |
| 7.º                      | José Joaquín Rojas       | Movistar Team            | 156 pts                  |                          |
| 8.º                      | Michał Kwiatkowski       | Omega Pharma-Quick Step  | 110 pts                  |                          |
| 9.º                      | Chris Froome             | Team Sky                 | 107 pts                  |                          |
| 10.º                     | Christophe Riblon        | AG2R La Mondiale         | 104 pts                  |                          |

### Clasificación de la montaña

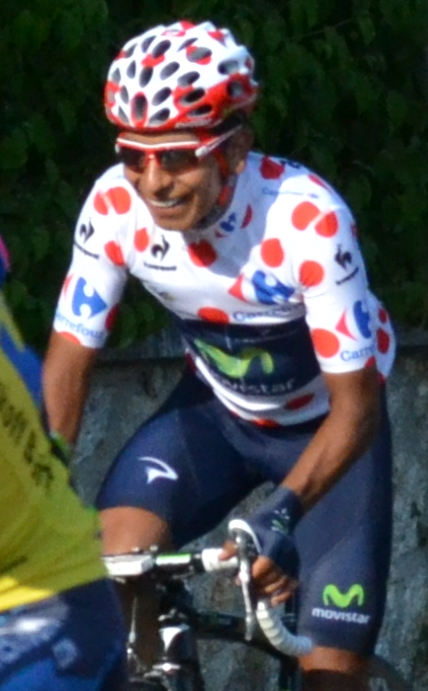
Nairo Quintana.

| Clasificación de la montaña | Clasificación de la montaña | Clasificación de la montaña | Clasificación de la montaña | Clasificación de la montaña |
| Ciclista                    | Ciclista                    | Equipo                      | Puntos                      |                             |
| --------------------------- | --------------------------- | --------------------------- | --------------------------- | --------------------------- |
| 1.º                         | Nairo Quintana              | Movistar Team               | 147 pts                     |                             |
| 2.º                         | Chris Froome                | Team Sky                    | 136 pts                     |                             |
| 3.º                         | Pierre Rolland              | Team Europcar               | 117 pts                     |                             |
| 4.º                         | Joaquim Rodríguez           | Katusha                     | 99 pts                      |                             |
| 5.º                         | Christophe Riblon           | AG2R La Mondiale            | 98 pts                      |                             |
| 6.º                         | Mikel Nieve                 | Euskaltel Euskadi           | 98 pts                      |                             |
| 7.º                         | Moreno Moser                | Cannondale                  | 72 pts                      |                             |
| 8.º                         | Richie Porte                | Team Sky                    | 72 pts                      |                             |
| 9.º                         | Ryder Hesjedal              | Garmin-Sharp                | 64 pts                      |                             |
| 10.º                        | Tejay van Garderen          | BMC Racing Team             | 63 pts                      |                             |

### Clasificación de los jóvenes
| Clasificación del mejor joven | Clasificación del mejor joven | Clasificación del mejor joven | Clasificación del mejor joven | Clasificación del mejor joven |
| Ciclista                      | Ciclista                      | Equipo                        | Tiempo                        |                               |
| ----------------------------- | ----------------------------- | ----------------------------- | ----------------------------- | ----------------------------- |
| 1.º                           | Nairo Quintana                | Movistar Team                 | 84 h 01 min 00 s              |                               |
| 2.º                           | Andrew Talansky               | Garmin-Sharp                  | + 13 min 19 s                 |                               |
| 3.º                           | Michał Kwiatkowski            | Omega Pharma-Quick Step       | + 14 min 39 s                 |                               |
| 4.º                           | Romain Bardet                 | AG2R La Mondiale              | + 22 min 22 s                 |                               |
| 5.º                           | Tom Dumoulin                  | Argos-Shimano                 | + 1 h 30 min 10 s             |                               |
| 6.º                           | Alexandre Geniez              | FDJ.fr                        | + 1 h 33 min 46 s             |                               |
| 7.º                           | Tejay van Garderen            | BMC Racing Team               | + 1 h 34 min 37 s             |                               |
| 8.º                           | Alexis Vuillermoz             | Sojasun                       | + 1 h 35 min 45 s             |                               |
| 9.º                           | Tony Gallopin                 | RadioShack-Leopard            | + 1 h 58 min 39 s             |                               |
| 10.º                          | Arthur Vichot                 | FDJ.fr                        | + 2 h 10 min 46 s             |                               |

### Clasificación por equipos
| Clasificación por equipos | Clasificación por equipos  | Clasificación por equipos | Clasificación por equipos |
| Equipo                    | Equipo                     | Tiempo                    |                           |
| ------------------------- | -------------------------- | ------------------------- | ------------------------- |
| 1.º                       | Saxo-Tinkoff               | 251 h 11 min 07 s         |                           |
| 2.º                       | AG2R La Mondiale           | + 8 min 28 s              |                           |
| 3.º                       | RadioShack-Leopard         | + 9 min 02 s              |                           |
| 4.º                       | Movistar Team              | + 22 min 49 s             |                           |
| 5.º                       | Belkin                     | + 38 min 30 s             |                           |
| 6.º                       | Katusha                    | + 1 h 03 min 48 s         |                           |
| 7.º                       | Euskaltel-Euskadi          | + 1 h 30 min 34 s         |                           |
| 8.º                       | Omega Pharma-Quick Step    | + 1 h 50 min 25 s         |                           |
| 9.º                       | Sky                        | + 1 h 56 min 42 s         |                           |
| 10.º                      | Cofidis, Solutions Crédits | + 2 h 07 min 11 s         |                           |

## Evolución de las clasificaciones
| Etapa                   |                          | Ganador _         | Clasificación general | Puntos        | Montaña        | Jóvenes            | Combatividad        | Equipo             |
| ----------------------- | ------------------------ | ----------------- | --------------------- | ------------- | -------------- | ------------------ | ------------------- | ------------------ |
| 1.ª etapa               | etapa llana              | Marcel Kittel     | Marcel Kittel         | Marcel Kittel | Juanjo Lobato  | Marcel Kittel      | Jérôme Cousin       | Vacansoleil-DCM    |
| 2.ª etapa               | etapa escarpada          | Jan Bakelants     | Jan Bakelants         | Marcel Kittel | Pierre Rolland | Michał Kwiatkowski | Blel Kadri          | RadioShack-Leopard |
| 3.ª etapa               | etapa escarpada          | Simon Gerrans     | Jan Bakelants         | Peter Sagan   | Pierre Rolland | Michał Kwiatkowski | Simon Clarke        | RadioShack-Leopard |
| 4.ª etapa               | contrarreloj por equipos | Orica-GreenEDGE   | Simon Gerrans         | Peter Sagan   | Pierre Rolland | Michał Kwiatkowski | no otorgado         | Orica-GreenEDGE    |
| 5.ª etapa               | etapa llana              | Mark Cavendish    | Simon Gerrans         | Peter Sagan   | Pierre Rolland | Michał Kwiatkowski | Thomas de Gendt     | Orica-GreenEDGE    |
| 6.ª etapa               | etapa llana              | André Greipel     | Daryl Impey           | Peter Sagan   | Pierre Rolland | Michał Kwiatkowski | André Greipel       | Orica-GreenEDGE    |
| 7.ª etapa               | etapa escarpada          | Peter Sagan       | Daryl Impey           | Peter Sagan   | Blel Kadri     | Michał Kwiatkowski | Jan Bakelants       | Orica-GreenEDGE    |
| 8.ª etapa               | etapa de montaña         | Chris Froome      | Chris Froome          | Peter Sagan   | Chris Froome   | Nairo Quintana     | Nairo Quintana      | Movistar Team      |
| 9.ª etapa               | etapa de montaña         | Daniel Martin     | Chris Froome          | Peter Sagan   | Pierre Rolland | Nairo Quintana     | Romain Bardet       | Movistar Team      |
| 10.ª etapa              | etapa llana              | Marcel Kittel     | Chris Froome          | Peter Sagan   | Pierre Rolland | Nairo Quintana     | Jérôme Cousin       | Movistar Team      |
| 11.ª etapa              | contrarreloj individual  | Tony Martin       | Chris Froome          | Peter Sagan   | Pierre Rolland | Michał Kwiatkowski | no otorgado         | Movistar Team      |
| 12.ª etapa              | etapa llana              | Marcel Kittel     | Chris Froome          | Peter Sagan   | Pierre Rolland | Michał Kwiatkowski | Juan Antonio Flecha | Movistar Team      |
| 13.ª etapa              | etapa llana              | Mark Cavendish    | Chris Froome          | Peter Sagan   | Pierre Rolland | Michał Kwiatkowski | Mark Cavendish      | Saxo-Tinkoff       |
| 14.ª etapa              | etapa escarpada          | Matteo Trentin    | Chris Froome          | Peter Sagan   | Pierre Rolland | Michał Kwiatkowski | Julien Simon        | Saxo-Tinkoff       |
| 15.ª etapa              | etapa de montaña         | Chris Froome      | Chris Froome          | Peter Sagan   | Chris Froome   | Nairo Quintana     | Sylvain Chavanel    | Saxo-Tinkoff       |
| 16.ª etapa              | etapa escarpada          | Rui Alberto Costa | Chris Froome          | Peter Sagan   | Chris Froome   | Nairo Quintana     | Rui Alberto Costa   | RadioShack-Leopard |
| 17.ª etapa              | contrarreloj individual  | Chris Froome      | Chris Froome          | Peter Sagan   | Chris Froome   | Nairo Quintana     | no otorgado         | Saxo-Tinkoff       |
| 18.ª etapa              | etapa de montaña         | Christophe Riblon | Chris Froome          | Peter Sagan   | Chris Froome   | Nairo Quintana     | Christophe Riblon   | Saxo-Tinkoff       |
| 19.ª etapa              | etapa de montaña         | Rui Alberto Costa | Chris Froome          | Peter Sagan   | Chris Froome   | Nairo Quintana     | Pierre Rolland      | Saxo-Tinkoff       |
| 20.ª etapa              | etapa de montaña         | Nairo Quintana    | Chris Froome          | Peter Sagan   | Nairo Quintana | Nairo Quintana     | Jens Voigt          | Saxo-Tinkoff       |
| 21.ª etapa              | etapa llana              | Marcel Kittel     | Chris Froome          | Peter Sagan   | Nairo Quintana | Nairo Quintana     | no otorgado         | Saxo-Tinkoff       |
| Clasificaciones finales | Clasificaciones finales  |                   | Chris Froome          | Peter Sagan   | Nairo Quintana | Nairo Quintana     | Christophe Riblon   | Saxo-Tinkoff       |

## Lista de puertos puntuables
| Etapa      | Puertos                                      | Distancia | % Medio | Categoría | 1.er corredor en pasar |
| ---------- | -------------------------------------------- | --------- | ------- | --------- | ---------------------- |
| 1.ª etapa  | Côte de Sotta                                | 1,1 km    | 5,9%    | 4.ª       | Juan José Lobato       |
| 2.ª etapa  | Col de Bellagranajo                          | 6,6 km    | 4,6%    | 3.ª       | Lars Boom              |
| 2.ª etapa  | Col de la Serra                              | 5,2 km    | 6,9%    | 3.ª       | Blel Kadri             |
| 2.ª etapa  | Col de Vizzavona                             | 4,6 km    | 6,5%    | 2.ª       | Pierre Rolland         |
| 2.ª etapa  | Côte du Salario                              | 1 km      | 8,9%    | 3.ª       | Cyril Gautier          |
| 3.ª etapa  | Col de San Bastiano                          | 3,4 km    | 4,6%    | 4.ª       | Simon Clarke           |
| 3.ª etapa  | Col de San Martino                           | 7,5 km    | 5,4%    | 3.ª       | Simon Clarke           |
| 3.ª etapa  | Côte de Porto                                | 2 km      | 6,4%    | 3.ª       | Simon Clarke           |
| 3.ª etapa  | Col de Marsolino                             | 3,3 km    | 8,1%    | 2.ª       | Pierre Rolland         |
| 4.ª etapa  | Sin puertos puntuables                       |           |         |           |                        |
| 5.ª etapa  | Côte de Châteauneuf-Grasse                   | 1,4 km    | 8,4%    | 3.ª       | Thomas de Gendt        |
| 5.ª etapa  | Col de l'Ange                                | 1,6 km    | 4,1%    | 4.ª       | Thomas de Gendt        |
| 5.ª etapa  | Côte de la Roquebrussanne                    | 3,5 km    | 4,2%    | 4.ª       | Yukiya Arashiro        |
| 5.ª etapa  | Côte des Bastides                            | 5,7 km    | 3,1%    | 4.ª       | Thomas de Gendt        |
| 6.ª etapa  | Col de la Vayède                             | 0,7 km    | 7%      | 4.ª       | Kanstantsín Siutsou    |
| 7.ª etapa  | Col des 13 Vents                             | 6,9 km    | 5,6%    | 3.ª       | Blel Kadri             |
| 7.ª etapa  | Col de la Croix de Mounis                    | 6,7 km    | 6,5%    | 2.ª       | Blel Kadri             |
| 7.ª etapa  | Côte de la Quintaine                         | 6,5 km    | 4%      | 3.ª       | Jan Bakelants          |
| 7.ª etapa  | Côte de Teillet                              | 2,6 km    | 5%      | 3.ª       | Jan Bakelants          |
| 8.ª etapa  | Côte de Saint-Ferréol                        | 2,2 km    | 5,4%    | 4.ª       | Rudy Molard            |
| 8.ª etapa  | Col de Pailhères                             | 15,3 km   | 8%      | HC        | Nairo Quintana         |
| 8.ª etapa  | Ax 3 Domaines                                | 7,8 km    | 8,2%    | 1.ª       | Chris Froome           |
| 9.ª etapa  | Col de Portet-d'Aspet                        | 5,4 km    | 6,9%    | 2.ª       | Arnold Jeannesson      |
| 9.ª etapa  | Col de Menté                                 | 7 km      | 7,7%    | 1.ª       | Tom Danielson          |
| 9.ª etapa  | Col de Peyresourde                           | 13,2 km   | 7%      | 1.ª       | Thomas de Gendt        |
| 9.ª etapa  | Col de Val-Louron-Azet                       | 7,4 km    | 8,3%    | 1.ª       | Simon Clarke           |
| 9.ª etapa  | La Hourquette d'Ancizan                      | 9,9 km    | 7,5%    | 1.ª       | Daniel Martin          |
| 10.ª etapa | Côte de Dinan                                | 1 km      | 4,2%    | 4.ª       | Lieuwe Westra          |
| 11.ª etapa | Sin puertos puntuables                       |           |         |           |                        |
| 12.ª etapa | Sin puertos puntuables                       |           |         |           |                        |
| 13.ª etapa | Côte de Crotz                                | 1,2 km    | 4%      | 4.ª       | Pierre Rolland         |
| 14.ª etapa | Côte de Marcigny                             | 1,9 km    | 4,9%    | 4.ª       | Simon Geschke          |
| 14.ª etapa | Côte de la Croix Couverte                    | 2,6 km    | 5,3%    | 4.ª       | Jan Bakelants          |
| 14.ª etapa | Côte de Thizy-les-Bourgs                     | 1,7 km    | 8,2%    | 3.ª       | Blel Kadri             |
| 14.ª etapa | Col du Pilon                                 | 6,3 km    | 4,4%    | 3.ª       | Blel Kadri             |
| 14.ª etapa | Côte de Lozanne                              | 2,5 km    | 4%      | 4.ª       | Jens Voigt             |
| 14.ª etapa | Côte de la Duchère                           | 1,6 km    | 4,1%    | 4.ª       | Michael Albasini       |
| 14.ª etapa | Côte de la Croix Rousse                      | 1,8 km    | 4,5%    | 4.ª       | Julien Simon           |
| 15.ª etapa | Côte d'Eyzin-Pinet                           | 3,1 km    | 4,9%    | 4.ª       | Thomas de Gendt        |
| 15.ª etapa | Côte de Primarette                           | 2,6 km    | 4,1%    | 4.ª       | Pierre Rolland         |
| 15.ª etapa | Côte de Lens-Lestang                         | 2,1 km    | 3,8%    | 4.ª       | Julien El Fares        |
| 15.ª etapa | Côte de Bourdeaux                            | 4,2 km    | 5,7%    | 3.ª       | Jérémy Roy             |
| 15.ª etapa | Mont Ventoux                                 | 20,8 km   | 7,5%    | HC        | Chris Froome           |
| 16.ª etapa | Côte de la Montagne de Bluye                 | 5,7 km    | 5,6%    | 3.ª       | Ryder Hesjedal         |
| 16.ª etapa | Col de Macuègne                              | 7,6 km    | 5,2%    | 2.ª       | Johnny Hoogerland      |
| 16.ª etapa | Col de Manse                                 | 9,5 km    | 5,2%    | 2.ª       | Rui Costa              |
| 17.ª etapa | Côte de Puy-Sanières                         | 6,4 km    | 6%      | 2.ª       | Alberto Contador       |
| 17.ª etapa | Côte de Réallon                              | 6,9 km    | 6,3%    | 2.ª       | Joaquim Rodríguez      |
| 18.ª etapa | Col de Manse                                 | 6,6 km    | 6,2%    | 2.ª       | Ryder Hesjedal         |
| 18.ª etapa | Rampe du Motty                               | 2,4 km    | 8%      | 3.ª       | Tom Danielson          |
| 18.ª etapa | Col d'Ornon                                  | 5,1 km    | 6,7%    | 2.ª       | Arnold Jeannesson      |
| 18.ª etapa | Alpe d'Huez 1                                | 12,3 km   | 8,4%    | HC        | Moreno Moser           |
| 18.ª etapa | Col de Sarenne                               | 3 km      | 7,8%    | 2.ª       | Tejay Van Garderen     |
| 18.ª etapa | Alpe d'Huez 2                                | 13,8 km   | 8,1%    | HC        | Christophe Riblon      |
| 19.ª etapa | Col du Glandon                               | 21,6 km   | 5,1%    | HC        | Ryder Hesjedal         |
| 19.ª etapa | Col de la Madeleine                          | 19,2 km   | 7,9%    | HC        | Pierre Rolland         |
| 19.ª etapa | Col de Tamié                                 | 8,6 km    | 6,2%    | 2.ª       | Pierre Rolland         |
| 19.ª etapa | Col de l'Épine                               | 6,1 km    | 7,3%    | 1.ª       | Pierre Rolland         |
| 19.ª etapa | Col de la Croix Fry                          | 11,3 km   | 7%      | 1.ª       | Rui Costa              |
| 20.ª etapa | Côte du Puget                                | 5,4 km    | 5,9%    | 2.ª       | Pierre Rolland         |
| 20.ª etapa | Col de Leschaux                              | 3,6 km    | 6,1%    | 3.ª       | Igor Antón             |
| 20.ª etapa | Côte d´Aillon-le-Vieux                       | 6 km      | 4%      | 3.ª       | Pierre Rolland         |
| 20.ª etapa | Col des Prés                                 | 3,4 km    | 6,9%    | 3.ª       | Pierre Rolland         |
| 20.ª etapa | Mont Revard                                  | 15,9 km   | 5,6%    | 1.ª       | Jens Voigt             |
| 20.ª etapa | Annecy-Semnoz                                | 10,7 km   | 8,5%    | HC        | Nairo Quintana         |
| 21.ª etapa | Côte de Saint-Rémy-Lès-Chevreuse             | 1 km      | 6,9%    | 4.ª       | Gert Steegmans         |
| 21.ª etapa | Côte de Châteaufort (Stèle Jacques Anquetil) | 0,9 km    | 4,7%    | 4.ª       | José Joaquín Rojas     |
| Ganador    | Ganador                                      | Ganador   | Ganador | Ganador   | Nairo Quintana         |

## Abandonos
Durante la carrera se produjeron los siguientes abandonos:
| Etapa | Fecha       | Recorrido                          | km       | Ciclista               | Equipo                     | Motivos |
| 3.ª   | 1 de julio  | Ajaccio-Calvi                      | 175      | Andréi Kashechkin      | Astana                     | Problemas estomacales |
| 3.ª   | 1 de julio  | Ajaccio-Calvi                      | 175      | Yoann Bagot            | Cofidis, Solutions Crédits | |
| 4.ª   | 2 de julio  | Niza-Niza                          | 25 (CRE) | Ted King               | Cannondale                 | Fuera de control |
| 6.ª   | 4 de julio  | Aix-en-Provence-Montpellier        | 176,6    | Maxime Bouet           | Ag2r La Mondiale           | Fractura articular del radio izquierdo en la etapa 5.ª (no toma la salida)                                                           |
| 6.ª   | 4 de julio  | Aix-en-Provence-Montpellier        | 176,6    | Jurgen Van den Broeck  | Lotto Belisol              | Contusión e inflamación grave de la rodilla derecha en la etapa 5.ª (no toma la salida)                                              |
| 6.ª   | 4 de julio  | Aix-en-Provence-Montpellier        | 176,6    | Janez Brajkovič        | Astana                     | Profunda herida en la rodilla izquierda                                                                                              |
| 6.ª   | 4 de julio  | Aix-en-Provence-Montpellier        | 176,6    | Nacer Bouhanni         | FDJ.fr                     | Dolores estomacales y una lesión en la espalda y dermoabrasión en la pierna izquierda y el hombro derecho producidos en la etapa 5.ª |
| 6.ª   | 4 de julio  | Aix-en-Provence-Montpellier        | 176,6    | Fredrik Kessiakoff     | Astana                     | Caída en la etapa 5.ª |
| 7.ª   | 5 de julio  | Montpellier-Albi                   | 205,5    | Christian Vande Velde  | Garmin Sharp               | Múltiples contusiones en brazo derecho, clavícula y espalda                                                                          |
| 7.ª   | 5 de julio  | Montpellier-Albi                   | 205,5    | Adriano Malori         | Lampre                     | Ciática |
| 8.ª   | 6 de julio  | Castres-Ax 3 Domaines              | 195      | Matteo Bono            | Lampre-ISD                 | Traumatismo en la ingle izquierda |
| 9.ª   | 7 de julio  | Saint Girons-Bagnères-de-Bigorre   | 168,5    | Rohan Dennis           | Garmin                     | Abandono programado (no toma la salida)                                                                                              |
| 9.ª   | 7 de julio  | Saint Girons-Bagnères-de-Bigorre   | 168,5    | Michael Schär          | BMC Racing                 | No toma la salida |
| 9.ª   | 7 de julio  | Saint Girons-Bagnères-de-Bigorre   | 168,5    | José Iván Gutiérrez    | Movistar                   | |
| 9.ª   | 7 de julio  | Saint Girons-Bagnères-de-Bigorre   | 168,5    | Benjamín Noval         | Saxo-Tinkoff               | |
| 9.ª   | 7 de julio  | Saint Girons-Bagnères-de-Bigorre   | 168,5    | Vasil Kirienka         | Sky                        | Fuera de control |
| 13.ª  | 13 de julio | Tours-Saint-Amand-Montrond         | 173      | Edvald Boasson Hagen   | Sky                        | Fractura en hombro derecho (no toma la salida)                                                                                       |
| 16.ª  | 16 de julio | Vaison-la-Romaine-Gap              | 168      | Danny van Poppel       | Vacansoleil                | No toma la salida |
| 16.ª  | 16 de julio | Vaison-la-Romaine-Gap              | 168      | Thibaut Pinot          | FDJ.fr                     | Problemas de angina (no toma la salida)                                                                                              |
| 17.ª  | 17 de julio | Embrun-Chorges                     | 32 (CRI) | Gorka Izagirre         | Euskaltel-Euskadi          | No toma la salida |
| 17.ª  | 17 de julio | Embrun-Chorges                     | 32 (CRI) | Jean-Christophe Péraud | Ag2r La Mondiale           | Fractura de clavícula |
| 18.ª  | 18 de julio | Gap-Alpe d'Huez                    | 172,5    | Alexey Lutsenko        | Astana                     | |
| 18.ª  | 18 de julio | Gap-Alpe d'Huez                    | 172,5    | William Bonnet         | FDJ.fr                     | |
| 19.ª  | 19 de julio | Le Bourg d'Oisans-Le Grand Bornand | 172,5    | Kris Boeckmans         | Vacansoleil-DCM            | |
| 19.ª  | 19 de julio | Le Bourg d'Oisans-Le Grand Bornand | 172,5    | Tom Veelers            | Argos-Shimano              | |
| 19.ª  | 19 de julio | Le Bourg d'Oisans-Le Grand Bornand | 172,5    | Jack Bauer             | Garmin Sharp               | |
| 19.ª  | 19 de julio | Le Bourg d'Oisans-Le Grand Bornand | 172,5    | Christophe Le Mével    | Cofidis                    | |
| 19.ª  | 19 de julio | Le Bourg d'Oisans-Le Grand Bornand | 172,5    | Marcel Sieberg         | Lotto Belisol              | |
| 21.ª  | 21 de julio | Castillo de Versalles-París        | 133,5    | Lieuwe Westra          | Vacansoleil-DCM            | |

## Curiosidades
La centésima edición del tour tuvo las siguientes particularidades:
- Inicio en la isla de Córcega. Esta era la única región de Francia en la que nunca se había celebrado una etapa de la carrera.[24]
- Daryl Impey es el primer ciclista africano en vestir el maillot amarillo.[25]
- Christopher Froome es el primer ciclista nacido en África que gana el Tour de Francia y el segundo británico en lograrlo, después de haberlo conseguido Bradley Wiggins en el año 2012.

- Nairo Quintana es el primer ciclista en ganar tanto el maillot de la montaña como el maillot blanco (mejor joven).

## Clasificación en función del dinero
Se puede hacer una clasificación oficiosa con base en el dinero que consiguen los ciclistas por su posición en la general, las distintas clasificaciones y la combatividad. Esta clasificación incluye todos los premios en metálico del Tour excepto aquellos que van dirigidos al equipo (victoria en la contrarreloj por equipos y clasificación por equipos):
| Posición | Ciclista          | Equipo                  | Dinero en euros |
| -------- | ----------------- | ----------------------- | --------------- |
|          | Chris Froome      | Sky                     | 505.960         |
|          | Nairo Quintana    | Movistar                | 374.360         |
| 3        | Joaquim Rodríguez | Katusha                 | 114.350         |
| 4        | Alberto Contador  | Saxo-Tinkoff            | 78.640          |
|          | Peter Sagan       | Cannondale              | 73.350          |
| 6        | Roman Kreuziger   | Saxo-Tinkoff            | 55.260          |
| 7        | Mark Cavendish    | Omega Pharma-Quick Step | 44.600          |
|          | Christophe Riblon | Ag2r La Mondiale        | 42.270          |
| 9        | Marcel Kittel     | Argos-Shimano           | 41.650          |
| 10       | André Greipel     | Lotto-Belisol           | 36.450          |